# Pont (réseau)
Pour les articles homonymes, voir Pont (homonymie).
Un pont est un équipement informatique d'infrastructure de réseaux de type passerelle. Dans les réseaux Ethernet, il intervient en couche 2 du modèle OSI (liaison). Son objectif est d'interconnecter deux segments de réseaux distincts, soit de technologies différentes, soit de même technologie, mais physiquement séparés à la conception pour diverses raisons (géographique, extension de site etc.). 
Son usage le rapproche fortement de celui d'un commutateur (switch), à l'unique différence que le commutateur ne convertit pas les formats de transmissions de données. Le pont ne doit pas être confondu avec le routeur.

## Illustration entre deux réseaux semblables
Le Bâtiment A contient un LAN 100BASE-T. On doit le raccorder au nouveau bâtiment B de l'autre côté d'une rue.
Ce Bâtiment B contient un LAN identique au premier, avec un plan d'adressage identique.
Le seul besoin consiste en un raccordement physique apte à assurer l'extension du réseau de A vers B.
Un pont sera mis en place à l'endroit adéquat et possédera une « patte » réseau connectée en A, plus une « patte » réseau connectée en B

## Illustration entre deux réseaux différents
Les ponts assurent aussi un changement de technologie
Pour traverser la route, on cablera, par exemple, une liaison optique entre un pont en A et un second pont en B.
Le LAN (A+B) ainsi constitué possédera les mêmes caractéristiques d'adressage que A ou B.
L'usage d'un routeur dans ces mêmes conditions n'aurait pas permis de réaliser un seul réseau (en théorie) mais aurait relié deux LAN avec plans d'adressage distincts.

## Principe de fonctionnement
Le pont possède au moins deux interfaces réseau. Pour chacune il gère une liste d'adresse source de niveau 2. Il y a normalement dans cette liste une adresse par équipement physiquement connecté au pont.
Lorsqu'une trame se présente sur une interface il analyse l'adresse (niveau 2) du destinataire, consulte ses tables d'adresse et envoie la trame sur l'interface où se trouve l'adresse du destinataire. Le pont est dit transparent car il ne change pas l'adresse source des trames qu'il retransmet. Contrairement à un routeur qui change l'adresse source de niveau 2 de la trame qu'il route.
Quand l'adresse du destinataire est une adresse de broadcast (multidiffusion) ou une adresse inconnue il transmet la trame sur toutes les interfaces sauf celle d'origine.
La gestion de ces listes d'adresse source par interface physique du pont peut être :
- Manuelle : L'administrateur réseau doit manuellement saisir dans le pont les adresses de tous les équipements réseaux qui lui sont connectés.
- Automatique : Par un mécanisme d'apprentissage automatique le pont construit automatiquement cette liste d'adresse par interface en consultant l'adresse source de chaque trame qu'il reçoit d'une interface. Il ajoute alors cette adresse dans sa table en l'associant à l'interface d'arrivée. Chaque entrée a généralement une durée de vie (TTL) et sort de la table d'adresse quand le délai est écoulé. A noter qu'au démarrage du pont la table des adresses sources est vide, chaque première trame reçue de chaque machine connectée sera alors diffusée sur toutes les autres interfaces. On dit que le pont présente des fuites.

La table des adresses sources est stockée dans la mémoire du pont qui présente une taille finie. Lorsqu'elle est pleine, les nouvelles adresses sont soit ignorées, (fuite) soit un mécanisme de retrait des adresses anciennes (FIFO) est activé.
Le même principe de fonctionnement s'applique à chaque pont quand un chemin réseau entre deux machines traverse plusieurs ponts.

## Protocoles
- Spanning tree protocol, Ethernet
- Shortest Path Bridging, Ethernet
- Source route (en), Token-Ring

## Pare-feux faisant pont
Certains routeurs ou pare-feu permettent de faire des ponts filtrants. C'est le cas pour les pare-feux Netfilter, ipfirewall et Packet Filter. L'intérêt est de pouvoir mettre en place du filtrage entre deux segments sur plan d'adressage identique.